# Conus ustickei
Conus ustickei är en snäckart som beskrevs av Miller In Usticke 1959. Conus ustickei ingår i släktet Conus och familjen kägelsnäckor. Inga underarter finns listade i Catalogue of Life.